# Broadford
Broadford (3 054 habitants) est une ville qui est le centre administratif du Comté de Mitchell dans l'État de Victoria à 88 kilomètres au nord de Melbourne. La ville est contournée par l'est par la Hume Freeway qui relie Sydney à Melbourne mais est traversée par la voie de chemin de fer qui relie les deux villes. Elle est située sur les rives de la Sunday Creek, un affluent de la Goulburn.
La ville possède une papeterie.